# François de Gain de Montaignac
François de Gain de Montaignac (né au château de Montaignac le 6 janvier 1744 et mort en 1806 à Lisbonne), ecclésiastique, fut évêque de Tarbes de 1782 à 1790.

## Biographie
François de Gain nait dans le château de Montaignac dans le Limousin. Il est le 2e fils de Henri Joseph de Gain de Montaignac (1712-1753) et de Marie Léonarde Le Groing (1716-1797). Son frère Marie-Joseph de Gain de Montaignac (1748-1829) est officier au régiment de Noailles dragons, colonel du Royal-Berry en 1788, maréchal de camp en 1791, lieutenant général honoraire en 1814, chevalier de l'ordre de Saint-Louis en 1821. François, cadet destiné à l'Église, est pourvu en commende de l'abbaye de Quarante au diocèse de Narbonne. Il est désigné comme évêque de Tarbes en 1782, confirmé le 23 septembre et consacré en octobre.
Pendant la Révolution française à la suite de l'adoption de la Constitution civile du clergé en 1790, il refuse de prêter le serment constitutionnel et il est remplacé à Tarbes par Jean-Guillaume Molinier, l'évêque constitutionnel des Hautes-Pyrénées. Il se réfugie dans les États pontificaux de 1794 à 1796 puis au Portugal à Lisbonne d'où il accepte de se démettre le 6 octobre 1801 après l'adoption du Concordat de 1801. Toutefois il proteste le 28 août 1802 contre les articles organiques et surtout le 26 octobre contre le retour des ecclésiastiques en France au prix d'un serment de fidélité au gouvernement du Consulat. Il rejoint ainsi le camp des « Récusants » et réside à Lisbonne jusqu'à sa mort à une date indéterminée de 1806.